# I Vow to Thee, My Country
I Vow to Thee, My Country (hrv. "Zavjetujem ti se, zemljo moja") britanska je domoljubna pjesma. Nastala je 1921. godine kada je Gustav Holst uglazbio pjesmu Cecila Spring-Ricea. Spring-Rice pjesmu je napisao 1908. godine kad je kao diplomat službovao u Stockholmu. Nazvao ju je Urbs Dei or The Two Fatherlands. Pjesma opisuje kako kršćanin svoju odanost duguje dvjema domovinama, zemaljskoj i nebeskoj. Danas se pjevaju prva i treća kitica, dok se drugu najčešće izostavlja.

## Tekst pjesme
I vow to thee, my country, all earthly things above,
Entire and whole and perfect, the service of my love;
The love that asks no question, the love that stands the test,
That lays upon the altar the dearest and the best;
The love that never falters, the love that pays the price,
The love that makes undaunted the final sacrifice.
I heard my country calling, away across the sea,
Across the waste of waters she calls and calls to me.
Her sword is girded at her side, her helmet on her head,
And round her feet are lying the dying and the dead.
I hear the noise of battle, the thunder of her guns,
I haste to thee my mother, a son among thy sons.
And there's another country, I've heard of long ago,
Most dear to them that love her, most great to them that know;
We may not count her armies, we may not see her King;
Her fortress is a faithful heart, her pride is suffering;
And soul by soul and silently her shining bounds increase,
And her ways are ways of gentleness, and all her paths are peace.

## Prijevod na hrvatski jezik
Zavjetujem ti se, zemljo moja, svim smrtnim stvarima nadređena;
Da ljubit ću te cijelu i savršenu do konca samog vremena;
Ljubavlju koja ne pita, ljubavlju koja zauvijek traje;
Koja na oltar najdraže i najbolje za žrtvu daje;
Ljubavlju koja ne griješi i posljedica se ne boji,
Posljednje darove kad nosi bez straha čvrsto stoji.
Moja me zemlja dozvaše preko velikoga mora,
Preko oceana me zove i zove bez odmora.
Mač joj uz bok stoji, na glavi joj kaciga počiva
Kraj nogu leže joj umirući i tijela neživa.
Čujem bitaka buku i njezinih pušaka grom
Hitam k tebi, majko, i braći u području svom.
A o drugoj se zemlji još za davnih dana riječi proliju
Najvećoj i najdražoj onima koji je vole i znaju
Iako joj vojske ne vidim, kao ni njezina vladara;
Tvrđavu joj čini vjerno srce, a ponos joj patnja stvara;
Tihom rijekom duša njezine će međe rasti;
U blagosti i miru njeni će puti cvasti.